# Nemestrinus roseus
Nemestrinus roseus är en tvåvingeart som beskrevs av Paramonov 1945. Nemestrinus roseus ingår i släktet Nemestrinus och familjen Nemestrinidae. Inga underarter finns listade i Catalogue of Life.